# Tigritos
Tigritos (antes llamado El Club de los Tigritos) fue un programa de televisión infantil-juvenil emitido en CHV desde marzo de 2004 hasta el 7 de abril de 2007. Desde entonces fue reemplazado por Chilian Geografic, (Pájaro), Ozie Boo! (Atiempo) e Invasión, que emitien bloques infantiles de anime.
La nueva etapa se dividió en dos bloques, la mañana se dedicaba a los más pequeños de la casa con los dibujos animados occidentales y sketches animados de una pandilla de "Tigritos" y sus aventuras. Y la tarde era dedicado a los jóvenes, junto con la emisión de animación japonesa y de diversos espacios que iban dirigidos a la comunidad joven, con la conducción de Jessica Abudinen y la participación de Matías Vega, Isabel Fernández y Álvaro López.
Entre marzo de 2005 y junio de 2006, tras la creación de Invasión, se trasladó a las mañanas del sábado y domingo, en donde Jessica Abudinen realizaba en distintos lugares de atracción infantil en Santiago y alrededores, además de los dibujos animados y anime. 
l programa finalizó en julio de 2006 cuando fue reemplazado por un nuevo espacio infantojuvenil llamado De Una!, lo cual duró hasta fines de dicho año cuando la serie Chilian Geografic, Ozie Boo! e Invasión tomaron el espacio de las mañanas del fin de semana.

## Seriesanime
- Hamtaro
- Zenki
- Shin Chan
- Mikami
- Doraemon
- Nadesico
- Slam Dunk
- Digimon
- Cybercat Kurochan
- Dr Slump
- Dragon Ball
- Gatos Samurai
- Koni-chan

## Series animadas occidentales
- El mundo de Bobby (2005-2006)
- Caillou (2005-2006)
- El gato Félix (2006)
- Las Tres Mellizas (2004-2006)
- Rolie Polie Olie y su familia (2005-2007)
- Pocoyó (2007)
- Cubitos (2005-2007)
- The Sylvester & Tweety Mysteries (2005-2006)
- Finley, el camioncito de bomberos (2007)
- Thomas y sus amigos (2005)